# Le Bellay-en-Vexin
Le Bellay-en-Vexin é uma comuna francesa na região administrativa da Ilha de França, no departamento do Vale do Oise. Estende-se por uma área de 5.02 km². Em 2010 a comuna tinha 228 habitantes (densidade: 45,4 hab./km²).